# Andreas Maislinger
Andreas Maislinger (Sankt Georgen bei Salzburg, 1955. február 26. –) osztrák történész és politológus. 1992-ben megalapította az Osztrák Emlék Szolgálatot, az Osztrák Béke Szolgálatot és az Osztrák Szociális Szolgálatot.

## Életrajza
Maislinger András jogot és politikatudományt tanult Salzburgban, valamint politikatudományt és történelmet Bécsben. Tanulmányai alatt Frankfurt am Main-ban, Berlinben, az innsbrucki egyetemen és a salzburgi szemináriumon is tartózkodott. 1980-ban doktorált, disszertációja az osztrák önvédelmi politika problémáiról szólt. Később Schlör Joachimmel dolgozott önkéntesként a Német Békemozgalmi Szervezet (Aktion Sühnezeichen Friedensdienst) lengyelországi előadásán, amelyet Volker Von Törne és Christoph Heubner vezetett. Az Auschwitz-Birkenau Múzeumban német fiatal csoportokat gondozott. Ez idő alatt bizalmasa lett az Auschwitz-túlélő Jerzy Adam Brandhuber. Ezen kívül Maislinger Bécsben polgári szolgálatot teljesített a Nemzetközi Kibékülési Szövetkezetnél (Internationaler Versöhnungsbund), és a Service Civil Internationallal (SCI) dolgozott együtt.
1982-től 1991-ig Maislinger az innsbrucki egyetem politikatudományi intézményében, a new orleansi egyetemen, a berlini Humboldt Egyetemen, a Johannes Kepler Egyetemen és a jeruzsálemi héber egyetemen tevékenykedett. Alapító tagja volt a Független Békekezdeményező Ausztria Munkaszövetségének 1982-ben és a tiroli Osztrák-izraeli Társaságnak 1986-ban. 1988-ban a helsinki Nemzetközi Emberi Jogok Elősegítésének volt megbízottja az NDK-ban. Maislinger akkori NDK tartózkodásait figyelte a német Állambiztonsági Szervezet. A nagyobb közönség a Club 2-ben tett fellépésein keresztül ismerte meg.
1992 óta Maislinger a tudományos vezetője az évente megrendezett braunaui Időtörténeti Napoknak (Zeitgeschichte-Tage). A polgármester, Skiba Gerhard tette lehetővé a Maislinger által felvetett napokat.
Maislinger a megalapítója az osztrák külföldi szolgálatnak. Ez az osztrák katonai szolgálat egy másik lehetséges alternatívája, aminek célja a holokausztról való felvilágosítás. Támogatta őt ebben Simon Wiesenthal, Teddi Kollek, Ari Rath és Gerhard Röthler. Később Röthler egyik fia emlékszolgálatot teljesített.
1996-ig Maislinger András hasábokat publikált a Jüdischen Rundschau-ban (=Zsidó Körkép, újság) és az innsbrucki újságban. 1998-ban megalapította az osztrák külföldi szolgálatot. Ezenkívül nagy tehetséggel megáldott gyerekeket támogató projekteken tevékenykedik.
2000-ben, az FPÖ-kormányrészvétel után, Maislinger Braunau am Inn várost, Adolf Hitler születési hazát javasolta, hogy ott rendezzék be a Felelősség Hazát.
2003 óta vezeti az általa alapított „Georg Rendl Symposiont”, ami a festő és író Georg Rendl életével és műveivel foglalkozik. Maislinger már gyerekkorában megismerkedett vele St. Georgenben. A 80-as évektől fogva foglalkozik Weyerrel, a volt munka- és cigánygyűjtő-táborral, Szent Pantaleon szomszédos közösségében. Laher Ludwig az anyag felhasználásával könyvet írt, Herzfleischentartung címmel, ami 2001-ben meg is jelent.
2005-ben Fischer Heinz, osztrák miniszterelnök, átadta neki az Ezüst Tisztelet Jelet (“Silberne Ehrenzeichen“), amit az Osztrák Köztársaságnak tett szolgálataiért kapott, később pedig Van Staa Herwigtől és Durnwalder Luistól vette át a tiroli Érdem-medált.
2006 óta vezeti Maislinger a két évente Bürmoosban (Salzburg) megrendezésre kerülő Ignaz-Glaser-”Symposion”-t, aminek témája az integráció. 2006 augusztusában Maislinger meghívására Günter Demnig egy emlékművet állított fel a nemzetiszocializmus áldozatainak. Ezenkívül Maislinger létrehozta az Osztrák Holokauszt Emlék Díjat, amit olyan személyek kapnak, akik kiemelkedően sokat tesznek a holokauszt megemlékezéséért. 2007. szeptember 29-én adta át először az Időtörténeti Szövetség a Maislinger által kezdeményezett Ranshofen-Wertheimer Egon Díjat.